# Luxemburgo nos Jogos Olímpicos de Verão de 1976
Luxemburgo participou dos Jogos Olímpicos de Verão de 1976 na cidade de Montreal, no Canadá. Nesta edição o país não teve medalhistas.